# Вълчи извор
Вълчи извор е село в Югоизточна България. То се намира в община Болярово, област Ямбол.

## География
Село Вълчи Избор се намира в Странджа планина

## История
Старото име на селото е Курт бунар. Намира се над водораздела на Росенския и Цръквенския дол, разделено на две махали от безименна рекичка, водеща началото си от местността „Кирязовия кладенец“. Било е основано от турци, изпълняващи пазвантска служба на голямо кръстовище, образувано от пресичащите се пътища идващи от Ахлатли (днешно Голямо Крушево), от Ечиме (Стефан Караджово), от Новото село (Ружица), от Малък Боялък (Малко Шарково), от Дерекьой (Воден), от Яйладжък (Горска поляна), Къзкилисеси (Момина църква).
За обозначение на това кръстовище е била изградена вишка, наричана още Гумбата. След изграждането на шосейната връзка – Горска поляна, Болярово, Елхово, тези пътища престанали да функционират. Тумбата е била разкопана (предполагало се е, че има закопано имане, но е намерен само един скелет на кон), а пръстта е била разпръсната.
Турското име на селото било Курт бунар („Вълчи извор“). Тогава под Домуз орман („Свинска гора“), над дядо Миневия кладенец, е съществувало с. Осеново. То многократно е било нападано и ограбвано от еничарите. При последното нападение, населението оказало силна съпротива, заради което е било жестоко избито, а селото изгорено. Една част от жителите е успяла да се спаси, криейки се в Домуз орман, от там се преселели северно от Саралъка, някогашна крепост, покрай Деде бунар (Дядовия кладенец). Българите се разположили в гората, а гагаузите в южната страна на крепостта, около Кирязовия кладенец.
Първият контакт между турци и българи направили овчарите. Установилите се дружески отношения дали повод на турците да поканят изселниците да дойдат да живеят в Курт бунар, като им обещали закрила. Така се образували две махали, разделени от реката. Турците в южната, българите в северната. Занятията и на двете общности е била еднообразна – земеделие и скотовъдство. Дружески, дружески, но всеки трябвало да си знае гьола. Имало е спречквания, но до сериозни сблъсквания не се е стигало.
Турците имали джамия в центъра на селото пред сегашното читалище. Българите си построили църква през 1857 г. в края на селото.
Турците черпели вода от съществуващ по това време кладенец, а българите си изкопали кладенец източно от църквата, в църковния дол. Водата била по-мека, без варовик и много често туркините идвали да си наливат от нея за по-бързо сваряване на бобовите варива.
Когато руската армия наближила селото (не е влизала в него), турците го напуснали. Доколкото могли разпродали земи и къщи, взели си сбогом с българите и заминали. След тях идват българи, бегълци от турска Тракия, които закупуват или завземат непродадените ниви и изоставени къщи. Куриозен е случая с дядо Иван Андреев. Той бил чирак при един турчин. При напускането на имота, турчинът оставил пушката си, за да се охраняват българите. По-късно, след преиминуването на селото от турски език на български, селото получило името Вълчи Извор, буквален превод от турското название.
1. ↑  www.grao.bg